# Lysrör

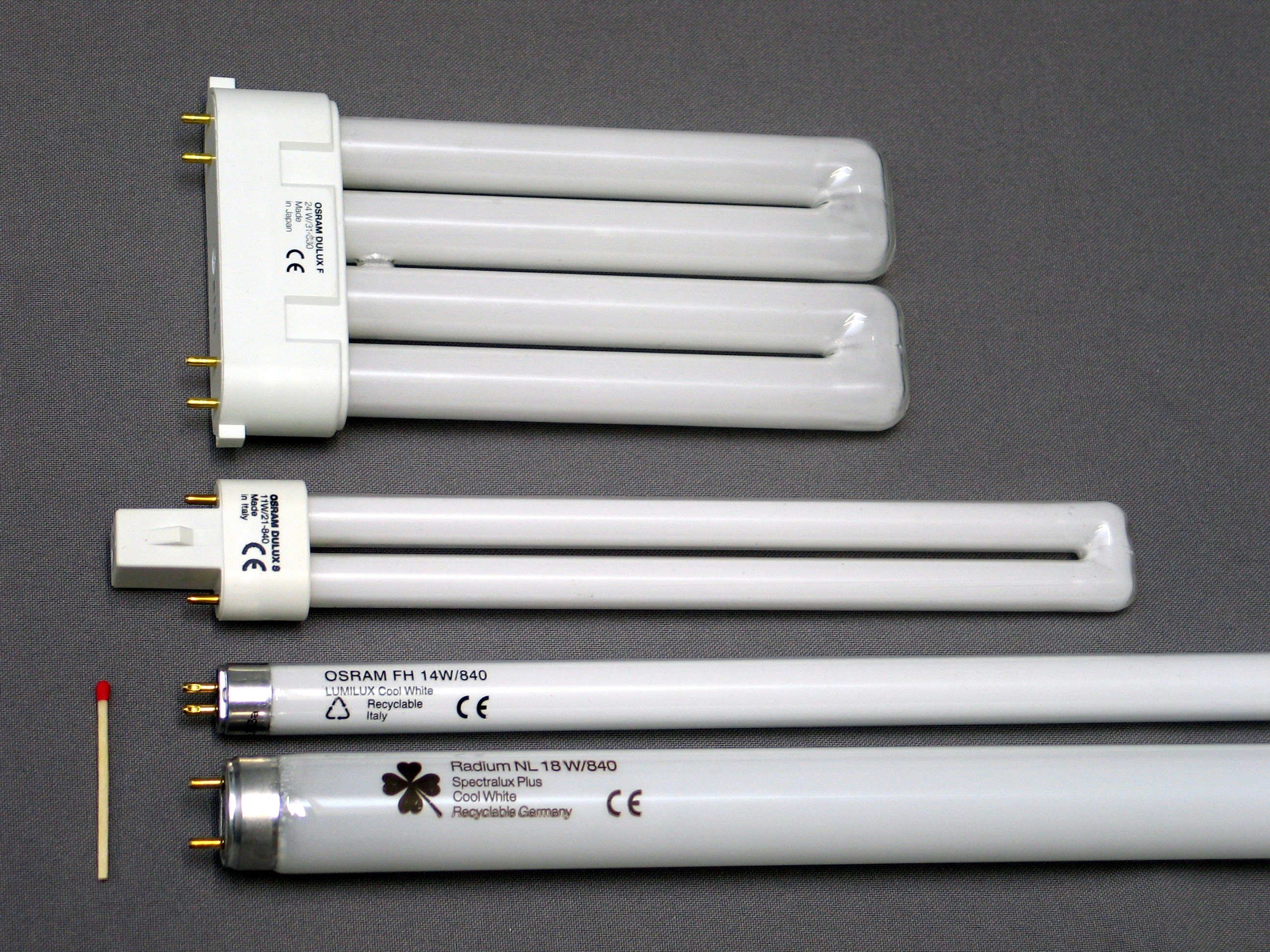
Kompaktlysrör (de översta två) plus traditionella lysrör jämförda med en tändsticka.

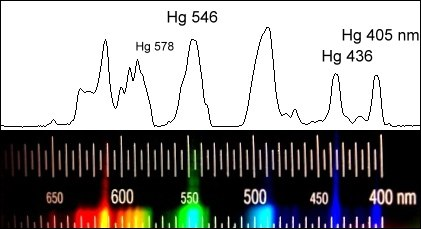
Spektrum av lysrör med stapellinjer från fluorescerande pulver.

Lysrör är en elektrisk ljuskälla avsedd för belysning. Den joniserar argon och kvicksilverånga så de blir elektriskt ledande vilket leder till att UV-ljus skapas. Den ultravioletta strålningen i UV-ljuset exciterar atomer i det fluorescerande lyspulver som är applicerat på glasrörets insida. När den exciterade atomen avexciteras utstrålas synligt ljus. Ultraviolett strålning kan vara skadlig och man använder därför vanligtvis lysrör med glaskvaliteter som förhindrar UV-läckage. Det finns emellertid lysrör tillverkade av kiseldioxidglas (oegentligt kallat "kvartsglas") vilka släpper igenom den ultravioletta strålningen. Sådana lysrör används i vissa sammanhang bland annat för att döda bakterier och andra mikroorganismer.

## Beskrivning
Ett lysrör förbrukar ner till en tiondel så mycket energi som en glödlampa. Dessutom kan speciallysrör hålla upp till 80 gånger[källa behövs] längre än vad en glödlampa gör. En nackdel med lysrör är dock att de innehåller kvicksilver. Därför måste de tas om hand på ett särskilt sätt efter användning och inte blandas med andra sopor. I Sverige får lysrör och glödlampor av miljöskäl inte slängas bland hushållssoporna, utan de ska källsorteras som elavfall. Kommunernas återvinningscentraler tar emot allt elavfall (se återvinning). När ett lysrör (36 Watt) är i drift är gastrycket: kvicksilver 1 Pa och ädelgas 200 Pa. Lysrör har vanligtvis ett ljusutbyte av 40-100 lumen/watt och en livslängd av 10 000–20 000 timmar.
På grund av att ljusspektrumet från lysrör har bandkaraktär kan det bli problem med färgåtergivning i lysrörsbelysning. Detta är särskilt märkbart vid fotografering. Man försöker kompensera detta genom att ge lyspulvret olika sammansättningar. Lysrören finns i olika färgtemperaturer från 2 700 kelvin ("glödljus", "varm"), 3 000 kelvin ("varmvit"), över 4 000 kelvin ("dagsljus") och upp till 22 000 kelvin (blått ljus för akvarier). Lysrören finns i olika former – raka, cirkulära samt av så kallad kompakttyp.
För att driva ett lysrör krävs någon form av förkopplingsdon. Tidigare användes mest en magnetisk reaktor (drossel) tillsammans med glimtändare. Idag används oftast ett integrerat elektroniskt förkopplingsdon, vilket både sparar energi och skapar en bättre ljuskomfort genom att röret kan drivas på en högre frekvens än 50/60 Hz.
Lyspulvrets sammansättning ger inte bara olika färgtemperatur på ljuset. Det gör också att lysrör kan indelas i tre grupper av färgåtergivning:
1. Enkelfärgslysrör med ett färgåtergivningsindex (Ra) under 80.
2. Fullfärgslysrör med ett färgåtergivningsindex över 80. Denna är den vanligaste typen idag och är mest energieffektiv sett i lumen/watt.
3. Fullfärgslysrör special, med ett färgåtergivningsindex över 90. Detta används mest i grafik- och dentalindustrin.

För att ljusreglera ("dimma") lysrör erfordras speciella förkopplingsdon och dimmerutrustning. Fjärrstyrd signalering till apparatur som reglerar ljusstyrkan hos lysrör sker idag främst efter två principer: digital (DALI) respektive analog reglering (1–10 V).

### Kompaktlysrör
Kompaktlysrören är lysrör avsedda för mindre armaturer och därför vikts i slingor på en bas, som till exempel kan ha G-sockel eller bajonettsockel. Till skillnad från lysrörslamporna har de inte tändelektronik eller driftdon inbyggt.

## Historik
Innan begreppet lysrör började användas så kallades produkten för lysämnesrör eller ljusämnesrör. År 1938 började lysrör säljas i USA, men det skulle dröja till början av 1940-talet innan de introducerades i Sverige av Axel Annell. Den främsta fördelen med lysrör var deras livslängd. I genomsnitt fungerade ett lysrör fem gånger länge än en glödlampa.
September 1940 skrev tidningen Ljuskultur för första gången om den nya uppfinningen, och den första användningen av lysrör i stor skala skedde redan i slutet av 1940, när Thulebolaget flyttade in i sitt nyuppförda kontor på Sveavägen i Stockholm. Strax därefter utrustades även AB Bofors kontor i Karlskoga, Noréns Herrekipering i Borlänge och Skandinaviska Bankens kontor i Göteborg med lysrör.
År 1942 blev Lumafabriken det första svenska bolaget att tillverka lysrör. Detta var i samband med det minskade intresset för neonbelysning, till förmån för lysrören.